# تربة (مدينة)
 تُرَبة: ("بضم التاء وفتح ما بعدها") بلدة قديمة النشأة يقال إنها عرفت منذ عهد العماليق من العهد القديم وهذا قبل أكثر من 4500 عام، وهي مدينة واسعة العمران تشتهر بالإنتاج الزراعي، ولها تاريخ عريق، تقع على ضفاف واد من أكبر أودية الجزيرة العربية هو وادي تربة حيث تنتشر مزارعها وعمرانها ولهذا الوادي امتداد طويل يصل إلى 400 كم مما جعل أعلاه معدوداً في السراة، وأسفله في طرف صحراء نجد من الجهة الجنوبية الغربية، وبموقعها هذا وقفت على مرمى البصر من صحراء نجد ومن السراة، وجبل حضن المعروف هو الفاصل بين نجد والحجاز وأما الحرة الواقعة شرق تربة والمعروفة الآن بحرة البقوم وقديماً بحرة بني هلال: فهي منقطعة عن الحرار الحجازية، نحو نجد ما بين الواديين تربة ورنية.

## التاريخ
سكن تربة في الجاهلية العديد من القبائل في أوقات وعصور مختلفة حيث سكنتها قبائل هوازن مثل: (بنو هلال – بنو كلاب – الضباب - خفاجة من بني عامر) وقد شاركهم في سكنها قبيلة البقوم في فترة ما قبل البعثة وبقيت قبيلة البقوم بتربة حتى صدر الإسلام.
وقال رداد ابن ناصر البقمي:-
فيما علمت أن اسم تربة قديم منذ العهود الماضية من عهد بني المحصن وابن جندل وملوكهم، وقد عرف اسم تربة كذلك من عهد العماليق وهم أبناء عيصو بن إسحاق بن إبراهيم الخليل ثم بقيت على اسمها في عهود جرهم وطسم وجديس، وآخرهم جرهم ومضر وخزاعة وقريش وبقيت محتفظة بهذا الاسم في عهد بني هلال وبني عامر وبهذا يتضح لنا أن اسم تربة قديم جداً منذ العصور الجاهلية.
والدليل الآخر على جاهلية اسم تربة هو النص الموجود على النقش رقم KY 506 ويقول: أرسل أبرهة في عام 566 ميلادية جيشاً كبيراً بقيادة أبي جبر على رأس كنده وبشير بن حصن على رأس سعد، وذلك لمحاربة بني عامر بوادي تربة ولقد انتصرت بنو عامر على الغزاة وبقي أبو براء ملاعب الأسنة عامر بن مالك حتى مبعث رسول الله وبعد ظهور الإسلام أرسل الرسول سرية إلى تربة بقيادة عمر بن الخطاب (كتاب المغازي 337-2).
وقال حمد الجاسر تحت عنوان (تربة من أعراض نجد المشهورة قديماً) في مجلة العرب في شعبان 1408 بعد إيراده أدلة كثيرة على وقوع تربة في نجد منها:
1. أورد علماء اللغة ومؤلفي كتب الأمثال المثل المشهور (أنجد من رأى حضنا) وفسروه بأنه إذا ارتفع من الغور وشاهد ذلك الجبل فقد بلغ نجداً.
2. هناك من النصوص ماهو أوضح وأصرح فقد ذكر البكري في (معجم ما استعجم) صفحة 309 ما نصه (تربة من مخاليف مكة النجدية وهي: الطائف وقرن المنازل وعكاظ وتربة وبيشة وتباله).
وفي (صفة جزيرة العرب) صفحة 383: أبيده ما بين الحرة وناهيه وبها وادٍ عظيم من أعظم أعراض نجد يسمى تربة إذا سال سال مده.
3. كانت الحرة الواقعة جنوب تربة المعروفة الآن باسم (حرة البقوم) كانت تدعى حرة نجد وقد أورد الهمداني في صفة جزيرة العرب ص 382 عند ذكرها هذا البيت: حرة نجد لا سقيت المطرامن الكراعين إلى وادي كرا

وقال حمد الجاسر في نهاية بحثه هذا (أن تلك النصوص لا تدع مجالاً للشك في أن منطقة تربة معدودة في إقليم نجد).
جاء في كتاب المسالك والممالك (تربة قرية بها عيون جارية وزروع وتقع على ربوة عالية بواديها).
وقال البركاتي في رحلته (وادي تربة من أعظم الأودية كثير النخيل به نهر جار دائماً).
وفي كتاب بلاد العرب ص 109 (و للضباب بتربة وهو واد طوله ثلاث ليال به النخل والزرع والفواكه والأشجار ويشاركهم فيه هلال).
وممن ذكرها أبو علي الهجري وقد أشار إلى زراعتها بقوله: (و قد احقلت الأرض بالنبات والحنطة والشعير وأسرع الأرض احقالا بتربة بعد ثلاث) (التعليقات والنوادر 35:3).

## مميزات موقع تربة
هناك مميزات لموقع تربة أهلته وحافظت على استمرارية العمران به وهذه المميزات هي:-
ــ سهولة وقرب الاتصال بالحجاز.
ــ القرب من صحراء نجد لرعي الإبل في تلك المرابع.
ــ وفرة المياه وجودة التربة وكثرة ما حول البلدة من مراعي وفلوات في حضن والحرة والاعتدال الملموس في مناخها.

## من أسماء تربة
يطلق على تربة اسم (دجنة)،  يقول الشاعر عبد الله العسيس البدري البقمي:
نشره وعلق عليه حمد الجاسر في مجلة العرب العدد 24 ص 263 رمضان وشوال 1409 هـ وفي اللغة: دجن بالمكان: أقام به، وألفه، والدجن: إلباس الغيم الأرض، ودجن اليوم دجنا: كان فيه الدجن، في كتاب المعجم الوسيط ص 272.
ويقول أبو مالك البراء بن عامر ملاعب الأسنة مثله المعروف عرف بطني تربة ومعنى الغيم أو السواد أساس في طبيعة البلدة ففي المثل شاربة تربة ما تشير للدلالة على سحر المربا، وإلى هذا المعنى أشار الهجري بقوله (تربة بلد مريف من بلاد مريفة، وتربة أريف من غيرها) في كتاب التعليقات والنوادر ص 1353.
وتوحي الخضرة التي تعم الوادي بالسواد لمن نظر إليه عن بعد، وسمعت من يكنيها ب أم الضعيف وسبب هذه التسمية، عندما اقترب عبد الله بن الحسين من تربة عام 1337 هـ فاوض أهلها بواسطة البقوم الذين حضروا معه حصار المدينة، ومما قال المفاوضون: (تكفون يا بقوم في تربة أم الضعيف، قابلوا الشريف عساه يندفع عنها وراه) والخطاب موجه لمشايخ البقوم.
وكانت في مواسم الثمرة خاصة تستقبل أفواجاً من روادها ومرتاديها وزاد من كرمهم أن مزارعهم لا تعرف الأسوار، وأن مجالسهم لا يقفل لها باب. ويقدر عدد النخيل في تربة حوالي 300 ألف نخلة.

## لمحة تاريخية

تاريخ هذه المدينة من قديم الزمان وعبر العصور يتردد اسم تربة على الألسن، وعاد أيام هيمنة العثمانيين على أطراف الجزيرة العربية وعزل وسطها تلك العزلة التي تمكن في ظلها الجهل والفوضى، وظل الأمر على هذه الحال حتى قيام الدولة السعودية الأولى، وظهور دعوة الشيخ محمد بن عبد الوهاب التجديدية فعادت مع قافلة التاريخ التي قادها الأئمة والحكام السعوديون حيث بايع أهلها الإمام عبد العزيز بن محمد بن سعود عام 1212 هـ،, ذكره ابن بشر في كتاب عنوان المجد ص 103- 111.
بعد أن تعرضت بلدتهم لعدد من الهجمات ثم تلا ذلك أحداث كثيرة لم تكن تربة في معزل عنها، كحملات العثمانيين (1228هـ / 1331هـ) وكبدها حملة مصطفى بك، وحملة طوسون بن محمد علي، وكان موقف أهل تربة صلباً أمام تلك الحملات، حيث شتتوا شمل القوات المهاجمة وبعد معركة تربة الفاصلة بين قوات الملك عبد العزيز وقوات الأشراف سار أهل تربة تحت راية التوحيد التي حملها الملك عبد العزيز.

### أهم المعارك التي وقعت في مدينة تًربه
1. معركة أبرهة الحبشي وبنو عامر.
2. حرب البقوم مع الأتراك. (تـجـد معلومات عن الحرب بالضغط على كلمة " البقوم ")
3. معركة تربة (بين جيش الإخوان وجيش الأشراف).

## غالية البقمية
خصتها إحدى المؤسسات المهتمة بالتأليف للأطفال بمطبوع صغير صدر عن دار الطفولة للتسويق بالرياض، وهي من أسرة مشيخة ثرية، واسمها المعروف: غالية بنت الشيخ عبد الرحمن بن سلطان الرميثاني البدري الوازعي البقمي تزوجها الشيخ حمد بن عبد الله بن محي الموركي شيخ الموركة وشيخ شمل المحاميد من البقوم والذي أصبح فيما بعد منصوب وأمير على تربة من قبل الدولة السعودية الأولى.
ومما شهر اسم غالية أنها عاشت في فترة توتر وفوضى بين نجد والحجاز، ففي عام 1228هـ قام طوسون بالغارة على تربة ومعه عساكر كثيرون جداً، وقد توفي الأمير حمد بن محي قبل هذه الأحداث وبايع البقوم الأمير هندي بن محي خلفاً للأمير حمد، وكانت غالية في بيت الأمير وصية على ابنه الصغير، فشاركت غالية في الحرب ودعمت الجيش وحمست أبناء القبيلة على القتال وتم النصر للبقوم وانهزم طوسون ومن معه وقتل أكثر جنده في هذه المعركة، وفي عام 1229هـ عاد مصطفى بك وعساكر الشريف بقيادة طوسون باشا وعابدين بك وغزوا تربة ودامت المعركة 8 أيام هزم على إثرها طوسون وعابدين بك شر هزيمة فتناقل الخبر عن هذه المرأة عساكر مصر وقالوا إنها ساحرة وغير ذلك، بعد ذلك حصلت معركة بسل فخرجت غالية من تربة إلى الدرعية واستشهدت في حصار الأتراك.

## الآثار
تنتشر العديد من المعالم الأثرية في تربة وحولها منها بقايا منازل قديمة بنيت على قمم التلال والجبال وبعض الحصون مثل حصن كراء الشهير، وكذلك آبار وسدود قديمة كما يوجد العديد من الكتابات والنقوش الأثرية القديمة التي يعود تاريخها إلى قبل البعثة كما يوجد العديد من الطرق القديمة التي تمر بتربة ومنها على سبيل المثال لا الحصر ما يلي :-
- قلعة شنقل : قلعة أثرية حصينة تقع في قرية اللبط ومبنية على المنحدر الغربي للمرتفع الذي يفصل بين وادي تربة ووادي كرا وتقع على شمالي الطريق المؤدي إلى وادي كرا وتتناثر حولها المنازل الأثرية الأخرى.
- قصر منيف : قصر أثري قديم متهدم وقعت فيه وحوله المعركة الشهيرة باسم معركة تربة وذلك بتاريخ 25/شعبان/1337هـ وقد تحول هذا الموقع إلى حطام نتيجة لتلك المعركة الفاصلة وما زالت آثاره واضحة للعيان حتى الآن بجانب شعبة عبد العزيز بن محمد العبدلي.
- سوق رمادان : سوق تربة القديم وقد سمي بهذا الاسم نتيجة للحريق الهائل الذي شب فيه قديماً وأتى على جميع مساكنه التي كانت مبنيه من سعف النخيل وجريدها وجذوعها ثم بعد ذلك استبدل بالبناء من الطين وأحيط به سور له بوابتان إحداهما جنوبية والأخرى شمالية وأصبح فيما بعد مقراً لإمارة الملك عبد العزيز في تربة.
- جبال البغيثاء وأبو مراس : وتقع في مركز العلبة التابع لمحافظة تربة وتشتهر بالآثار القديمة المبنية من الحجر والتي تدل على قدم استيطانها من قبائل البقوم.

## نادي منيف السعودي
نادي منيف هو نادي تربة الرياضي وهو نادٍ قديم تأسس على يد سعد السعدون في عام 1383 هجرية، ويخدم هذا النادي شباب المنطقة في كثير من الألعاب الرياضية.

## انظر ايضاً
- البقوم
- جبل حضن
- وادي تربة
- سد وادي تربة
- حازم البقمي
- قلعة شنقل
- غالية البقمية
- نادي منيف السعودي

## وصلات خارجية
- تربة.. مفتاح نجد وبوابة الحجاز.